# John Taylor (bassista)
Nigel John Taylor, detto John (Birmingham, 20 giugno 1960), è un musicista britannico, bassista e cofondatore dei Duran Duran.

## Biografia
Nigel John Taylor cresce a Hollywood, nella periferia di Birmingham, Inghilterra. Indossa gli occhiali sin da piccolo, a causa di una grave miopia, si appassiona dei film di James Bond e dei giochi di guerra Wargame. Durante i primi anni dell'adolescenza comincia ad appassionarsi di musica e i Roxy Music diventano la sua band preferita. Così inizia a suonare il pianoforte da autodidatta e successivamente la chitarra. La sua prima band si chiama Shock Treatment.
Nel 1978 forma — assieme al tastierista nonché compagno di liceo Nick Rhodes — la prima versione dei Duran Duran, con Stephen Duffy come voce. Nello stesso anno cambia il suo nome da Nigel in John poiché — come dichiarato in alcune interviste — il nome Nigel lo imbarazzava; sostituisce gli occhiali con le lenti a contatto e adotta il noto stile New romantic. Taylor diventa il bassista della band dopo aver scoperto il ritmo funky degli Chic. Nel gruppo vi sono anche Roger Taylor alla batteria ed Andy Taylor alla chitarra; nonostante il cognome, i tre Taylor non sono nemmeno lontani parenti.
Dopo poco tempo Stephen Duffy lascia il progetto Duran Duran e tenta una sfortunata carriera solista. Taylor trova un nuovo cantante nel 1980, Simon Le Bon.
Nel 1981 incidono il primo album etichettato come il new-romantic per eccellenza, l'omonimo Duran Duran. Il dandismo imperversa e Taylor veste al meglio quei panni, sia per prestanza fisica che per capacità musicali. Incidono tre fortunati album ed uno live, e toccano in tournée le città più importanti del mondo, in Europa e soprattutto oltreoceano. Sbarcano negli Stati Uniti, "sfondano" e ritornano nel vecchio continente.
Il successo li porta a dedicarsi a progetti solisti ambiziosi e nel 1985 Taylor forma un'altra band, i Power Station. Ottengono un discreto successo, ma non planetario come con i Duran Duran dell'epoca.
Incide con i Duran Duran anche il brano A View to a Kill per il film Agente 007 - Bersaglio mobile, che rimarrà la colonna sonora più venduta di tutti i tempi dei film di James Bond. Nel 1986 John compone I Do What I Do, brano facente parte della colonna sonora di una delle pellicole più celebri e "chiacchierate" dell'epoca, 9 settimane e ½.
Riprende ad incidere altri album con i Duran Duran, che nel frattempo hanno perso per strada gli altri due Taylor, il chitarrista per incompatibilità di carattere e voglia di intraprendere la carriera solista ed il batterista per ritirarsi con la propria famiglia in una fattoria della campagna inglese. Nel 1989 collabora con Jonathan Elias al progetto Requiem for the Americas, album di inediti suonati e cantati da gente del calibro di Jon Anderson degli Yes, con i proventi destinati alle popolazioni di indiani pellerossa d'America. Assieme a Elias e ad alcuni esponenti indios, frequenta anche svariati salotti televisivi per sensibilizzare l'opinione pubblica riguardo al problema dell'abbattimento delle foreste amazzoniche.
Nell'agosto 1995 John lascia i Duran Duran, va a vivere a Los Angeles e si apparta nella carriera solista. Incide alcuni album, tra cui Feelings Are Good, Meltdown, Japan Album, Techno For Two, nei quali canta, oltre a suonare il basso. Seguono tournée americane e giapponesi. Nel 1996 forma i Neurotic Outsiders con Steve Jones (dei Sex Pistols), Matt Sorum e Duff McKagan dei Guns N' Roses, ed incidono un album.
È nel 2001 che si riunisce ai Duran Duran, con la formazione originale. Incidono nel 2004 l'album Astronaut e Red Carpet Massacre nel 2007. Segue per lui e la sua band una serie di tournée live in Giappone, America, Europa.
Nell'ottobre 2012 ha pubblicato anche un libro in forma autobiografica che racconta della sua vita sregolata fatta di droga, sesso, vizi e ancora musica. E, ovviamente, facendo frequenti accenni alla sua band.

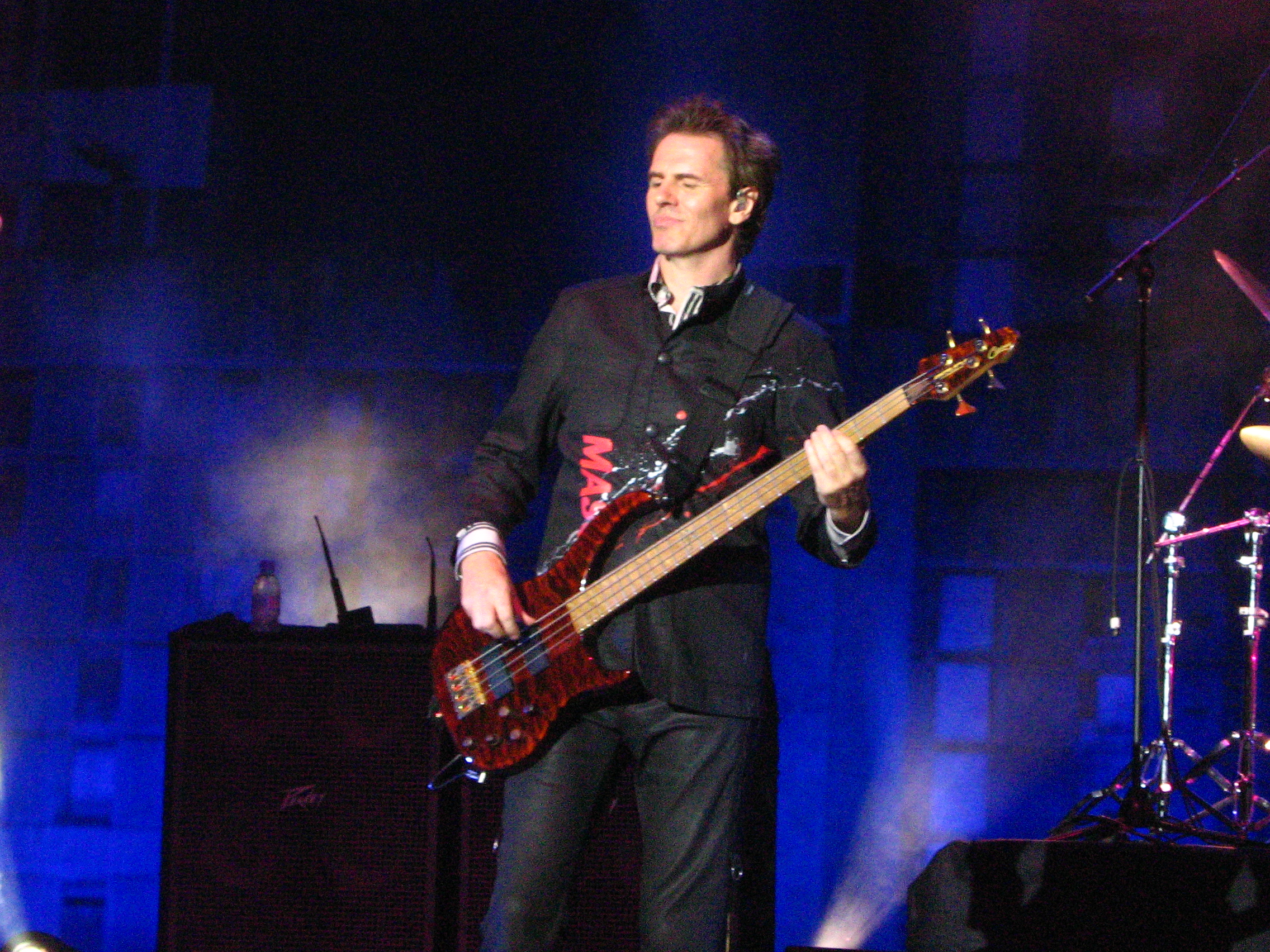
John Taylor nel 2009

Nel corso degli anni Ottanta ha avuto numerose ragazze, soprattutto modelle, cantanti e attrici. Dal 1983 al 1985 ebbe una relazione con la Bond Girl del film Octopussy - Operazione piovra Janine Andrews. Ma la sua relazione più famosa fu quella con la supermodella danese Renée Simonsen, dal 1985 al 1989. Si fidanzarono ufficialmente ma lei, non volendo più essere sotto la luce dei riflettori, partì con la sorella Heidi e andò per tre mesi in un kibbutz in Israele.
John ha avuto anche delle relazioni minori con Jody Watley, Bebe Buell, Christy Turlington, Virginia Hey e Patsy Kensit.
È stato sposato due volte, la prima con Amanda De Cadenet, dal 1991 al 1997, dalla quale ha avuto una figlia il 31 marzo 1992, Atlanta Noo, e si è risposato nel 1999 con la stilista americana Gela Nash, fondatrice della casa di moda Juicy Couture e già madre di due figli, Zoe e Travis.
È un grande appassionato di calcio e tifa per l'Aston Villa.

## Discografia

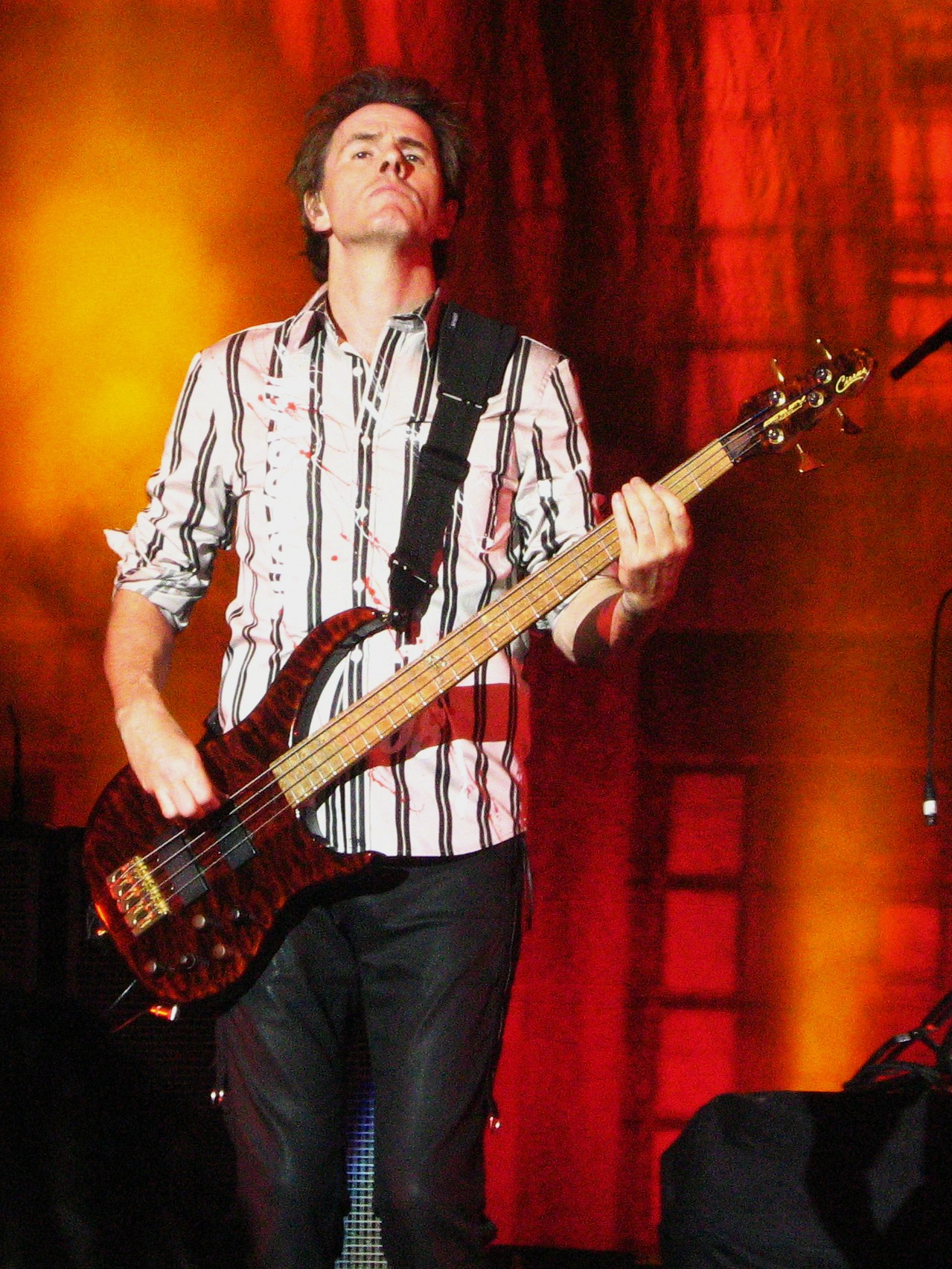
John Taylor nel 2011

### Album in studio
- 1981 – Duran Duran
- 1982 – Rio
- 1983 – Seven and the Ragged Tiger
- 1986 – Notorious
- 1988 – Big Thing
- 1990 – Liberty
- 1993 – Duran Duran (The Wedding Album)
- 1995 – Thank You
- 1997 – Medazzaland Collaborazione in 4 tracce
- 2004 – Astronaut
- 2007 – Red Carpet Massacre
- 2011 – All You Need Is Now
- 2015 – Paper Gods
- 2021 – Future Past

### Album demo: Duran Duran & Andy Wickett
- 1979 part 1 (See Me, Repeat Me – Reincarnation – Girls on Film – Working the Steel)
- 1979 part 2 (Dreaming of Your Cars - Love Story - X-Disco – To The Shore)

### Discografia con i Power Station
- 1985 - The Power Station
- 1997 - Living in Fear (collaboratore)
- 2003 - The Best of the Power Station

### Discografia con i Neurotic Outsiders
- 1996 - Neurotic Outsiders

### Discografia solista
- I Do What I Do... (Theme for 9½ Weeks) (Single) (1986)
- Feelings Are Good and Other Lies (1997)
- Autodidact (EP) (1997)
- Resumè (With Jonathan Elias) (1999)
- Meltdown (1999)
- The Japan Album (1999)
- The Japan EP (EP) (2000)
- Live Cuts (Live) (2000)
- Terroristen: Live At The Roxy (Live) (2001)
- Techno For Two (2001)
- Retreat Into Art (2001)
- MetaFour (2002)
- Sampler (2002)

## Filmografia
- 1985 - Timeslip: Hacker
- 1985 - Miami Vice (ep. 2x3): John
- 1999 - Sugar Town: Clive
- 2000 - Four Dogs Playing Poker: Dick
- 2000 - Drowning on dry land:
- 2000 - A Diva's Christmas Carol: Ghost of Christmas Present (VH1)
- 2000 - I Flintstones in Viva Rock Vegas : Keith Richrock
- 2001 - Strange Frequency: Jimmy Blitz (VH1)
- 2001 - Vegas, City of Dreams: Byron Lord
- 2001 - She-bat: Patrick
- 2002 - That '80s Show: Zeke
- 2009 - Samantha Who? - The Rock Star episode: Tommy Wylder (1º episodio)